# Оберциссен
Оберциссен (нем. Oberzissen) — община в Германии, в земле Рейнланд-Пфальц. 
Входит в состав района Арвайлер. Подчиняется управлению Брольталь.  Население составляет 1097 человек (на 31 декабря 2010 года). Занимает площадь 2,73 км².